# St. Cäcilia (Regensburg)

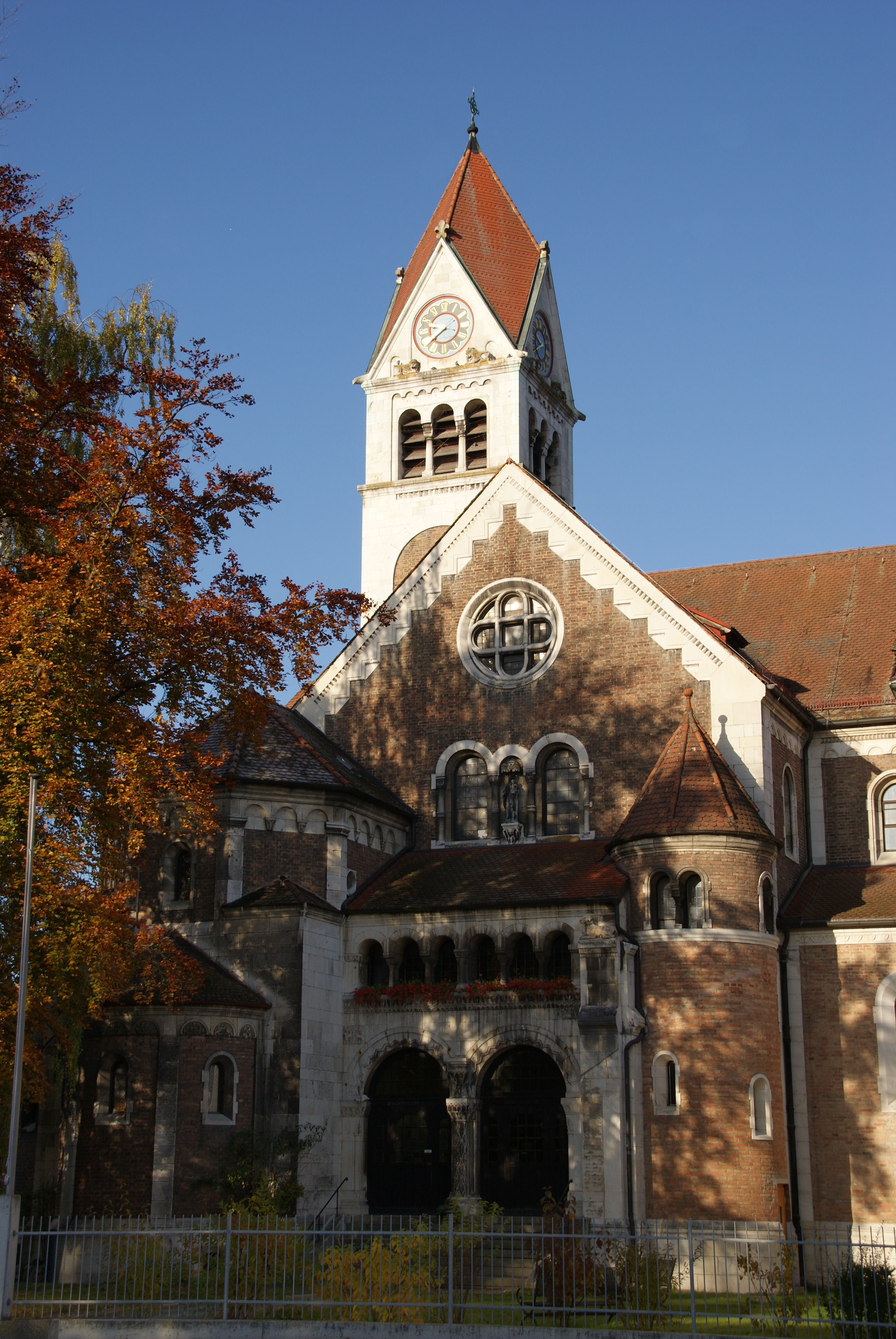
St. Cäcilia

Die denkmalgeschützte katholische Pfarrkirche St. Cäcilia steht in der Reichsstraße 12 im Ostenviertel von Regensburg.

## Geschichte
Initiator zum Bau der Kirche war Franz Xaver Haberl. Er benötigte eine Kirche als „Übungskirche“ und für seelsorgerische Zwecke für das 1887 errichtete Gebäude der katholischen Kirchenmusikschule (heute Hochschule für katholische Kirchenmusik und Musikpädagogik) in der nahe gelegenen Reichsstraße. Die Pläne für die Kirche schuf Friedrich Niedermayer. Am 16. April 1900 wurde der Grundstein durch den Regensburger Bischof Ignatius von Senestrey gelegt. Am 5. Oktober 1902 wurde die Benediktion der Kirche an die heilige Cäcilia von Rom durch den damaligen Dompropst Paul Kagerer vorgenommen. Am 24. März 1913 wurde die Kirche durch den Bischof Anton von Henle konsekriert. Die Pfarrei St. Cäcilia wurde 1921 gegründet. Die Kirche wurde mehrfach umgestaltet, teils aus ästhetischen, teils aus liturgischen Gründen. Am 1. Dezember 1953 wurde der östliche Teil des Pfarrgebietes als Kuratie ausgegliedert und 1964 zur eigenständigen Pfarrei Mater Dolorosa erhoben. Beide Pfarreien werden seit 2005 gemeinsam von den Paulinern von St. Cäcilia (Weißenburgstraße 16) betreut.

## Gebäude und Ausstattung
Die Kirche ist eine dreischiffige, nach Süden ausgerichtete neuromanische Basilika mit eingezogenem Chor, Querhaus, Chorflankenturm und Freitreppe aus Sichtziegeln mit Hausteingliederungen.

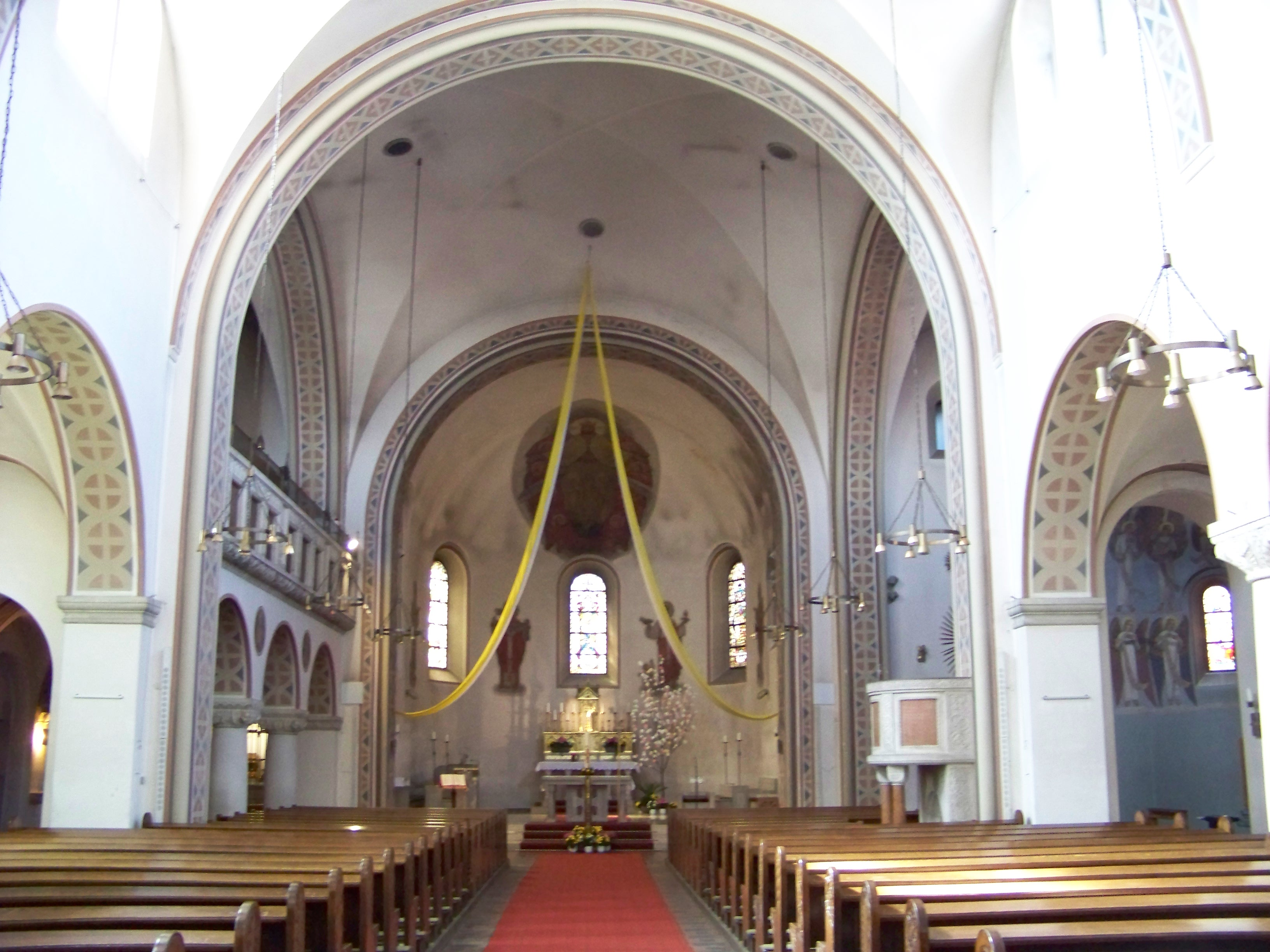
Innenraum

Im Westen befindet sich der dominante Kirchturm mit einer Höhe von 46 m. Die Maße auf dem Grundriss der Kirche ergeben eine Länge von 40 m und eine Breite von 20 m.
Die schlichte Wirkung des Innenraumes wird von farbig verzierten Gurtbögen und bunten Kirchenfenstern kontrastiert. In der Pietà-Kapelle befindet sich eine Figur von Guido Martini.
Einen Übergang zum Zentrum der Kirche bilden der Taufstein und der Osterleuchter. Das spirituelle Zentrum der Kirche ist der Hochaltar mit dem Tabanakel. Über dem Hochaltar befindet sich ein Wandgemälde nach romanischem Vorbild mit Christus als Herrscher der Welt.
Das Salvatorkreuz in einer Seitenkapelle stammt aus der ersten Hälfte des 14. Jahrhunderts.

## Orgel

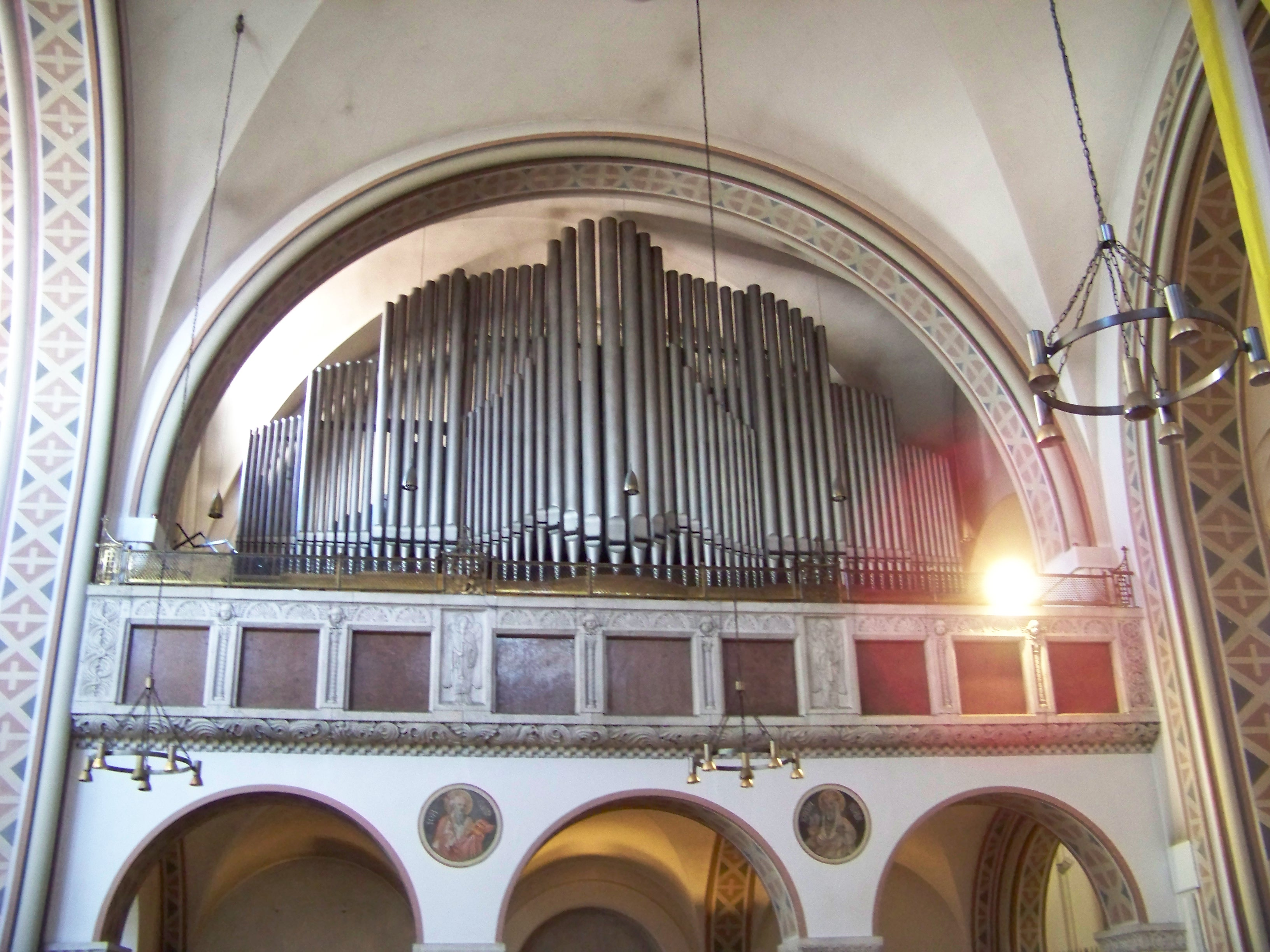
Weise-Orgel

Die erste Orgel stammte aus dem Jahr 1901 als Opus 720 von der Firma G. F. Steinmeyer & Co. und hatte 31 Register, verteilt auf zwei Manualen und Pedal. Die Disposition stammte von Franz Xaver Haberl. Durch die aufgeteilte Prospektgestaltung war es möglich, die beiden bemalten Kirchenfenster im Hintergrund der Orgel sichtbar zu machen. Die Orgel wurde durch zahlreiche Pfeifen- und Registerspenden finanziert und konnte bereits vor der Fertigstellung der Kirche eingebaut werden. Die Orgel war mit vielen damaligen innovativen Neuerungen ausgestattet: Sie hatte bereits eine freie Kombination, sechs feste Kombinationen und einen Rollschweller. 1903 wurde ein elektrischer Winderzeuger eingebaut. Durch ungewöhnlich häufige Bespielung der Orgel musste das Instrument bereits 1922 renoviert und umgebaut werden, nach wenigen weiteren Jahren ein neues Orgelwerk angeschafft werden. Einige Pfeifen dieser Orgel befinden sich noch in der Weise-Orgel der Dreifaltigkeitskirche in Amberg.
Die derzeitige Orgel stammt von der Orgelbaufirma Michael Weise aus dem Jahr 1939. Sie hat 41 klingende Register, verteilt auf drei Manuale und Pedal. Die Trakturen sind elektrisch. Dadurch war es möglich, einen zweiten Spieltisch im Chorraum zu platzieren, um einen besseren Kontakt zur Choralschola zu ermöglichen. Der Prospekt, entworfen von Michael Weise und dem Kirchenmaler Georg Winkler, wurde als dominierender Freipfeifenprospekt ausgeführt, der die gesamte Rundung des Querhauses einnimmt.

## Glocken
Die Tonfolge der Glocken, deren Töne den Noten über dem Namen „Caecilia“ (3. Antiphon der Vesper Caecilia, fammula tua, Domine) entsprechen lautet c'-d'-e'-g'-a'.
Die Glocken 1 (Cäcilienglocke; 2150 kg), 2 (Franz-Xaver-Glocke; 1200 kg) und 5 (Herz-Maria-Glocke 350 kg) wurden 1901 von Lothar Spannagl in Regensburg, die Glocken 3 (Heiliger-Erzengel-Michael-Glocke; 1010 kg) und 4 (Friedrich-von-Regensburg-Glocke; 620 kg) 1949 von Hamm in Frankenthal gegossen.